# Vera&John
Vera&John este un cazinou online cu sediul în Malta. Vera&John este operat de Dumarca Gaming Ltd a cărei companie mamă Dumarca Holdings PLC a fost achiziționată în 2015 de Intertain Group Ltd. Intertain Group Ltd este listată la bursa din Toronto. Vera&John este autorizat și reglementat de Autoritatea de Jocuri din Malta și de Comisia de Pariuri din Marea Britanie. Vera&John a fost înființat de Jörgen Nordlund, cunoscut pentru înființarea Maria Bingo care a fost achiziționat în 2007 de Unibet pentru suma de 54 milioane lire sterline.

## Scurtă istorie
- 2010 - Este lansat cazinoul Vera&John, având ca target principal piața scandinavă a jocurilor cu jocuri de la Betsoft, Microgaming și NYX Gaming.
- 2011 - Au fost adăugate jocuri noi pentru distracție în selecția de jocuri Vera&John.
- 2013 - Jocurile Yggdrasil Gaming au devenit disponibile pe cazinoul Vera&John.[5]
- 2014 - Vera&John pretinde că este primul cazinou online regulat care acceptă Bitcoin ca opțiune de plată, pentru ca după 3 luni să suspende facilitatea de plată cu Bitcoin.[6][7]
- 2015 - Vera&John este achiziționat de Intertain Group Ltd pentru o sumă de până la 89.1 milioane euro.[8]